# 무주 북고사 목조아미타여래좌상
무주 북고사 목조아미타여래좌상(茂朱 北固寺 木造阿彌陀如來坐像)은 대한민국 전북특별자치도 무주군 북고사에 있는 불상이다. 2000년 11월 17일 전라북도의 유형문화재 제183호로 지정되었다.

## 참고 자료
- 북고사목조아미타여래좌상 - 국가유산청 국가유산포털